# 西日本鉄道福岡高速自動車営業所
西日本鉄道福岡高速自動車営業所（にしにしほんてつどうふくおかこうそくじどうしゃえいぎょうしょ）は、福岡県福岡市中央区那の津に所在する西日本鉄道のバス営業所。西鉄の福岡発着の高速バス路線と市内の路線バスを運行している。

## 沿革
- 1990年（平成2年）3月14日 - 開設。
- 2001年（平成13年）1月21日 - 西鉄高速バスへ管理委託し、西鉄本体の営業所としては実質廃止。
- 2019年（平成31年）4月1日 - 西鉄高速バス解散に伴い西鉄本体の営業所として再開設。
- 2019年（平成31年）4月1日 - 福岡−阿蘇　ASOエクスプレス号運行開始。
- 2020年（令和2年）5月31日 - この日を以って南九州向け夜行路線2路線（福岡 - 鹿児島線「桜島号」、福岡 - 延岡・宮崎線）運行休止。
- 2021年（令和3年）3月13日 - 赤間(委託)線・渡辺通幹線・キャナルシティラインを移管。
- 2021年（令和3年）4月1日 - 筑豊(特急)福岡線を博多自動車営業所より移管。
- 2024年（令和6年）3月16日 - 太宰府ライナーバス旅人の一部便を甘木第二自動車営業所より移管。
- 2025年（令和7年）3月15日 - 都心循環BRT運用開始。

## 運行路線
- 2025年3月15日現在の路線（太字は終点・始発停留所）

### 高速バス
- 福岡 - 鹿児島 「桜島号」 <南国交通・鹿児島交通・鹿児島交通観光バス・JR九州バス>
- 福岡 - 宮崎 「フェニックス号」 <宮崎交通・九州産交バス・JR九州バス>
- 福岡 - 熊本「ひのくに号」<九州産交バス>
- 福岡 - 大分 「とよのくに号」（スーパーノンストップ便のみ） <大分交通・大分バス>
- 福岡 - 湯布院「ゆふいん号」 <亀の井バス・日田バス>

### 筑豊(特急)福岡線
都市高速・国道201号・八木山バイパスを経由し福岡市の中心部である天神と飯塚市・田川市を結ぶ特急バス路線。愛称は「ちくほう号」。（直行除く）《西鉄バス筑豊》
直行
- 西鉄天神高速バスターミナル - （←天神中央郵便局前←） - 中洲 - 蔵本 - （福岡都市高速） - 篠栗北 - （八木山バイパス） - 堀池 - 筑豊自動車運転免許試験場 - 下三緒 - 庄内工業団地 - 関の台団地 - 道の駅いとだ・中村美術館前 - 角銅原 - 西鉄後藤寺 - 後藤寺 - 田川市役所 - 石炭記念公園口 - 伊田本町口 - 伊田駅 - 伊田大橋 - 福岡県立大学
- 西鉄天神高速バスターミナル→中洲→蔵本→（福岡都市高速）→篠栗北→（八木山バイパス）→堀池→筑豊自動車免許試験場→下三緒→庄内工業団地→関の台団地→道の駅いとだ・中村美術館前→福岡県立大学→伊田大橋→伊田駅→伊田本町口→石炭記念公園口→田川市役所→後藤寺(朝1本のみ)

特急
- 西鉄天神高速バスターミナル - （←天神中央郵便局前←） - 中洲 - 蔵本 - （福岡都市高速） - 篠栗北 - （八木山バイパス） - 堀池 - 卸商団地 - 飯塚バスターミナル - 新飯塚駅 - ポリテクセンター飯塚 - 近畿大学前 - 仁保 - 筑豊自動車登録事務所 - 糸田口 - 道の駅いとだ・中村美術館前 - 角銅原 - 西鉄後藤寺 - 後藤寺 - 田川市役所 - 石炭記念公園口 - 伊田本町口 - 伊田駅 - 伊田大橋 - 福岡県立大学
- 西鉄天神高速バスターミナル - （←天神中央郵便局前←） - 中洲 - 蔵本 - （福岡都市高速） - 篠栗北 - （八木山バイパス） - 堀池 - 卸商団地 - 飯塚バスターミナル - 新飯塚駅 - ポリテクセンター飯塚 - 近畿大学前 - 仁保 - 有安 - (→関の台団地→) - 道の駅いとだ・中村美術館前 - 角銅原 - 西鉄後藤寺 - 後藤寺 - 田川市役所 - 石炭記念公園口 - 伊田本町口 - 伊田駅 - 伊田大橋 - 福岡県立大学 - （田川）東町 - 一本松 - 香春町役場
- 西鉄天神高速バスターミナル - （←天神中央郵便局前←） - 中洲 - 蔵本 - （福岡都市高速） - 粕屋警察署前 - 篠栗北 - （八木山バイパス） - 穂波 - 飯塚バスターミナル - 新飯塚駅- ポリテクセンター飯塚 - 近畿大学前 - 仁保 - 筑豊自動車登録事務所 - 糸田口 - 道の駅いとだ・中村美術館前 - 角銅原 - 西鉄後藤寺 - 後藤寺 - 田川市役所 - 石炭記念公園口 - 伊田本町口 - 伊田駅 - 伊田大橋 - 福岡県立大学
- 西鉄天神高速バスターミナル - （←天神中央郵便局前←） - 中洲 - 蔵本 - （福岡都市高速） - 粕屋警察署前 - 篠栗北 - （八木山バイパス） - 穂波 - 飯塚バスターミナル - 新飯塚駅- ポリテクセンター飯塚 - 近畿大学前 - 仁保 - 有安 - (→関の台団地→) - 道の駅いとだ・中村美術館前 - 角銅原 - 西鉄後藤寺 - 後藤寺 - 田川市役所 - 石炭記念公園口 - 伊田本町口 - 伊田駅 - 伊田大橋 - 福岡県立大学

### 甘木（都市高速）博多線

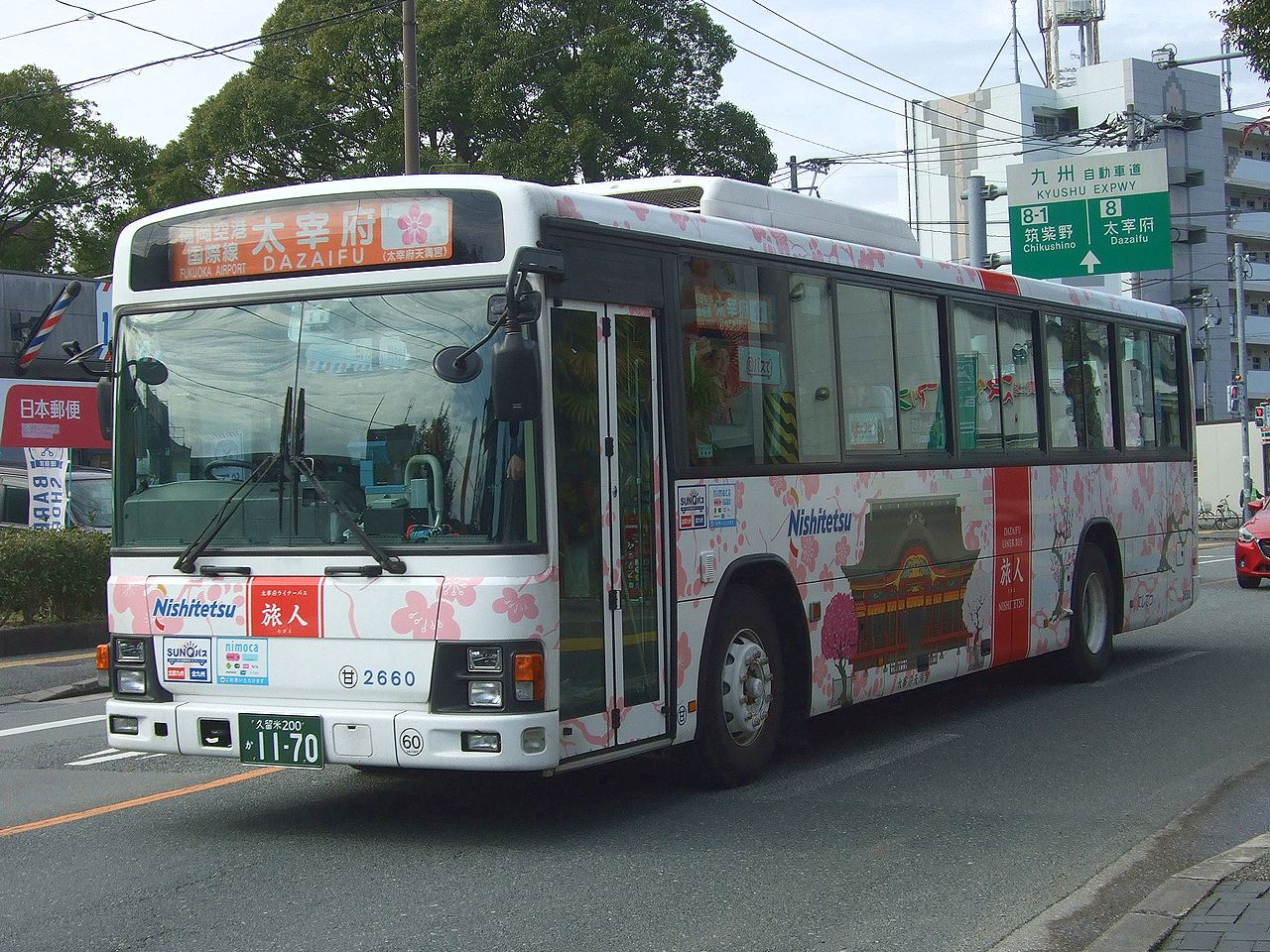
太宰府ライナーバス旅人

路線の詳細については「西鉄バス二日市#大宰府ライナーバス旅人」を参照
- ■ 旅人
  - 博多バスターミナル - （この間、ノンストップ） - 福岡空港国際線ターミナル - (半道橋RP - 都市高速 - 水城RP) - 大宰府政庁跡 - 太宰府市役所前 - 太宰府（西鉄太宰府駅）
- ■ 旅人（直行便）
  - 博多バスターミナル - 都市高速 - 太宰府

博多駅・福岡空港国際線ターミナルと太宰府を結ぶ路線。2014年4月1日のダイヤ改正で新設された。2024年3月16日ダイヤ改正より運用入り

### Fukuoka BRT
2025年3月16日より運用開始。
出入庫で下記記載の渡辺通幹線（W1・W3）の運用を受け持ってる。
- 都心循環BRT（快速）
  - 博多港国際ターミナル（中央ふ頭） - マリンメッセ前 - 国際会議場・サンパレス前 - 福岡市民ホール北口 - 天神(←ソラリアステージ前/ワンビル前→) - 渡辺通一丁目(←電気ビル共創館前/サンセルコ前→) - 博多駅(←A/F→) - 呉服町 - 蔵本 - 国際会議場・サンパレス前 - マリンメッセ前 - 博多港国際ターミナル（中央ふ頭）

### 渡辺通幹線
- ■■ W1 (那の津口→大橋駅：■W)
  - 福岡タワー（TNC放送会館） - ヒルトン福岡シーホーク - みずほPayPayドーム - (西公園RP - 都市高速 - 天神北RP) - 天神 - 渡辺通一丁目 - 日赤前 - 清水町 - 南区役所 - 西鉄大橋駅
- ■ W3 (那の津口→大橋駅：■W)
  - 那の津四丁目 - 天神 - 渡辺通一丁目 - 日赤前 - 清水町 - 南区役所 - 西鉄大橋駅

### 赤間(普通)福岡線
路線の詳細については「西鉄バス宗像・本社#赤間(普通)福岡線」を参照
- ■ 26
  - 天神→蔵本→名島→香椎→和白→福工大前駅入口→新宮・緑ヶ浜→古賀→花見→福間駅前→東郷橋→赤間駅前→赤間営業所
- ■■ 26A
  - 天神 - 蔵本 - （都市高速） - 福岡女子大前 - 和白 - 福工大前駅入口 - 新宮・緑ヶ浜 - 古賀 - 花見 - 福間駅前 - 東郷橋 - 赤間駅前 - 赤間営業所

## 過去の運行路線
- 福岡 - 鳥栖PO線 《西鉄バス佐賀》
西鉄天神高速バスターミナル - 鳥栖プレミアム・アウトレット（博多自動車営業所へ再移管）
- 桜島号（夜行便） <JR九州バス>
- 福岡 - 延岡・宮崎線（夜行便） <宮崎交通>
- 福岡・福岡空港 - 阿蘇 「 ASOエクスプレス号」<九州産交バス>
- 福岡 - 佐世保・ハウステンボス「させぼ号」 <西肥自動車>
- 福岡 - 下関 「ふくふく号」 <サンデン交通 >
- 福北リムジンバス 《北九西鉄タクシー》
  - 天神発：天神（バスターミナル前・1C）→博多駅前（A）→博多駅筑紫口 - 北九州空港
  - 北九州空港発：北九州空港→直方PA→若宮IC→上の府太郎丸→御幸町→呉服町→博多駅前（A）→天神

2015年7月17日運行開始。福岡県から業務委託を受けて運行する。天神発が1本（3時台発）、北九州空港発が3本（22 - 24時台発）の変則的なダイヤで、北九州空港の早朝・深夜便に対応している。2018年7月より北九州空港発の停留所を増やす一方、運賃を1000円から2000円に値上げし、一部の便を中型車で運行するなどの改正を行った。
キャナルシティライン線
路線の詳細については「西日本鉄道博多自動車営業所#キャナルシティライン線」を参照
CANAL CITY LINE BUS
- 博多駅前A → 駅前四丁目 → テレQ前 → キャナルシティ博多前 → 中洲・南新地 → 春吉 → 天神・福岡市役所前 → 天神ソラリアステージ前(福ビル街区) → 天神大丸前 → 春吉 → 中洲・南新地 → キャナルイーストビル前 → テレQ前 → 駅前四丁目 → 博多駅センタービル前F
- ■■ 306（平日の朝ラッシュのみ）
  - 博多バスターミナル - 祇園町 - 呉服町 - (呉服町RP - 都市高速 - 西公園RP) - PayPayドーム前 - ヒルトン福岡シーホーク - 福岡タワー(TNC放送会館)

 渡辺通幹線 
- ■■ W2 (那の津口→大橋駅：■W)
  - 福岡タワー（TNC放送会館） - (百道RP - 都市高速 - 天神北RP) - 天神 - 渡辺通一丁目 - 日赤前 - 清水町 - 南区役所 - 西鉄大橋駅

路線の詳細については「西日本鉄道百道浜自動車営業所#渡辺通幹線」を参照

## 車両
- 路線車
  - 日野・三菱ふそう・いすゞの大型車のみ配置。過去には日産ディーゼル（UDトラックス）製も所有していたが、全て転出した。
  - 太宰府ライナーバス旅人専用車として、セレガ（短距離用カラー）・ガーラ（HARMONY）それぞれ1台ずつ配置。

- 高速車

当営業所担当の高速バスは長距離を走行するため、筑豊特急ならびに太宰府ライナーバス「旅人」で運用している車両以外はトイレ付きである。

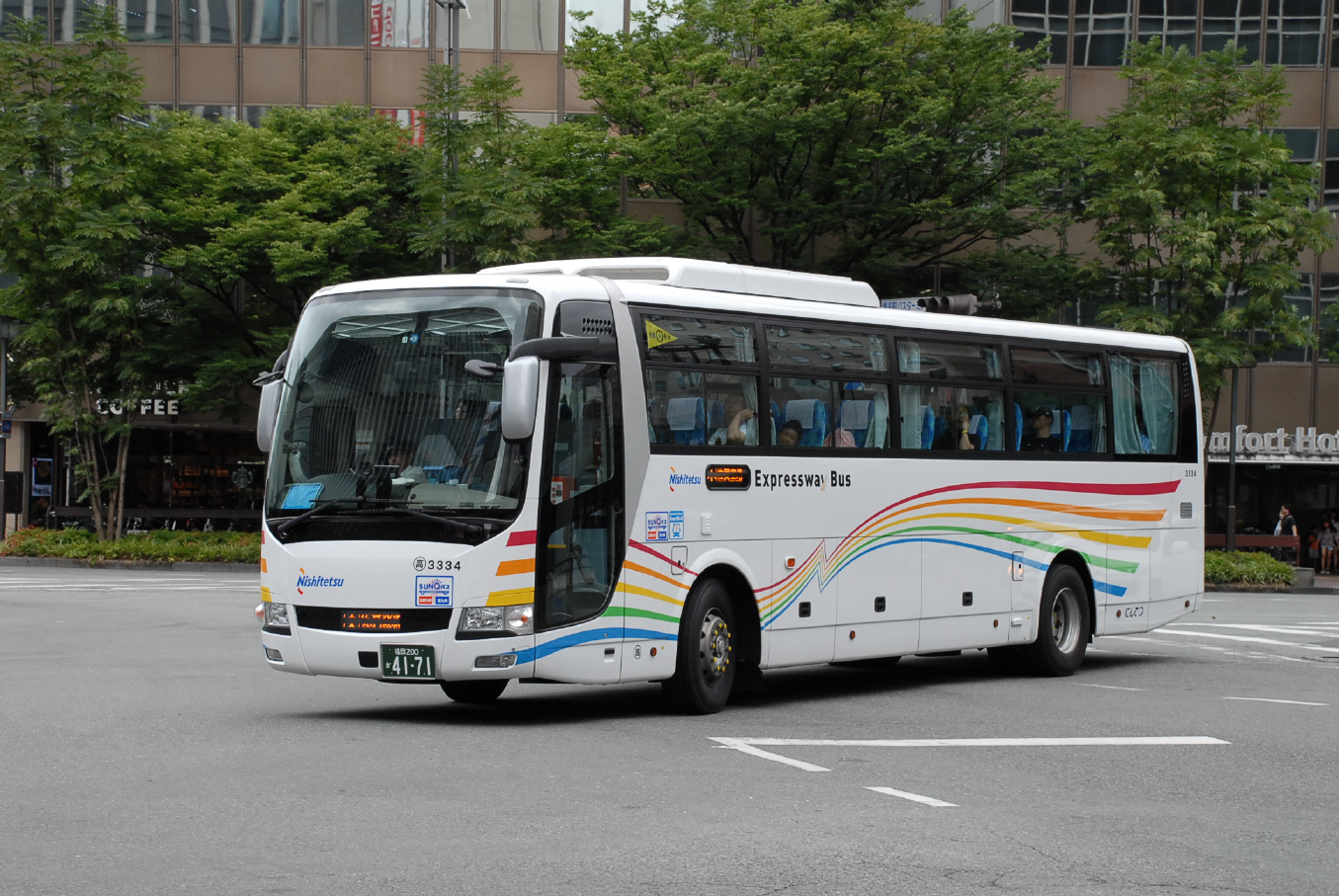
HARMONY

新高速色（赤特急）と呼ばれる短距離用カラーと火の鳥と呼ばれる中長距離用カラーとHARMONYと呼ばれる新塗装の日産ディーゼル・スペースアロー（西工C-I・西工E-III）・三菱ふそう・エアロエース・日野・セレガ（ J-BUS）・いすゞ・ガーラ（J-BUS）・ヒュンダイ・ユニバースを配置。
- 太宰府ライナーバス「旅人」で使用されている車両は、路線免許上あくまで「一般路線」扱いである関係上、車内には吊り革・手すりも設けられ、座席には他の車と同様にシートベルトが設置されているものの乗客への着用義務は発生せず、満席時における「立席」での乗車も可能。

当営業所が担当する路線の座席配置は基本的に全て4列シート車で運行されるが、フェニックス号には一部を除き前部3列（横2+1列）・後部4列シートとしたセレクトシート仕様車が専属車として使用されている。
かつては夜行用の三菱ふそう・エアロクイーンも配置されていたが夜行便休止に伴い博多自動車営業所へ異動している。